# Nezvěstice (tvrz)
Nezvěstice jsou zaniklá tvrz ve stejnojmenné obci v okrese Plzeň-město. Stála od čtrnáctého do šestnáctého století nad levým břehem Úslavy v místech zvaných Pod Zámečkem. Dochovalo se z ní tvrziště chráněné jako kulturní památka ČR.

## Historie
První písemná zmínka o Nezvěsticích pochází z roku 1379, ale podle Augusta Sedláčka část vesnice patřila již roku 1350 pánům z Litic. Vesnice byla ve čtrnáctém století rozdělena mezi několik majitelů. Jeden díl patřil postupně k panstvím hradů Litice a Lopata, druhou část vlastnili Rožmberkové a zbytek tvořily dva statky vladyků Blahuta a Zdeňka. Jeden z nich měl na svém dílu tvrz. Ačkoliv první písemná zmínka o tvrzi je až ze šestnáctého století, byl podle Augusta Sedláčka majitelem tvrze již Oldřich z Řisutě nazývaný v letech 1402–1424 pánem na Nezvěsticích. Oldřich z Řisutě měl syna Jana a snad i Oldřicha připomínaného roku 1442. V letech 1483–1495 byl majitelem statku Jan z Javora a později v letech 1526–1527 Jan Žichovec z Duban, který vyměnil nezvěstické panství za Lochovice. Právě v jejich smlouvě se nachází první zmínka o tvrzi.
Jan z Roupova přenechal Nezvěstice s dalšími vesnicemi své manželce Markétě z Klinštějna, což jejich synové potvrdili v roce 1543. Roku 1549 však Nezvěstice vyplatil a připojil je k Vlčtejnu. Tvrz přestala být panským sídlem a jako zbytečná byla opuštěna. Když od Kryštofa staršího z Roupova roku 1587 Nezvěstice kupoval Karel Kokořovec z Kokořova, tvrz se ve smlouvě neuvádí.

## Stavební podoba
Z tvrze se dochovalo tvrziště o průměru dvacet až třicet metrů, které se na jižní straně opírá o 1,5–2 metry vysokou zeď. Na východní straně jsou patrné pozůstatky příkopu a valu, zatímco severní část příkopu byla zavezena.